# 朱台泙
弘農恭定王朱台泙（1501年—1549年），明朝慶藩第三代弘農王，弘農榮惠王朱寘鑭的嫡第二子。

## 生平
正德三年（1508年），弘農榮惠王朱寘鑭去世。正德十一年（1516年）十月，朱台泙襲封弘農王。
嘉靖二十七年（1548年），因慶世子朱鼒櫍去世，無人管理慶府事，朱台泙等人奏請恢復庶人朱台浤的慶王爵位，但未獲許，朱台泙等人被罰祿三個月，輔導官也被治罪。
嘉靖二十八年（1549年）四月，朱台泙去世，享年四十九歲，諡號恭定。五年後，庶長子鎮國將軍朱鼒𰘆襲爵。

## 家庭

### 子
- 庶長子：鎮國將軍→弘農康僖王朱鼒𰘆
- 庶第二子：鎮國將軍朱鼒栩
- 庶第三子：鎮國將軍朱鼒榎[7]
- 庶第四子：鎮國將軍朱鼒樽[8]